# 라진포천
라진포천(羅津浦川)은 황해남도 배천군과 연안군 일대의 용각산에서 발원해서 황해로 흘러드는 하천이다. 연백평야를 배천군과 연안군의 경계를 이루면서 흐른다.